# Cavaleiros da Cruz
Cavaleiros da Cruz é um jogo de estratégia para pc baseado em fatos reais e a editora oficial é a Gameinbox. 
A ação acontece no século XV. Os Cavaleiros da Cruz são guerreiros da Ordem Alemã que invadiram as terra polonesas. O nome dos guerreiros nasceu a partir do modo como se vestiam, túnicas brancas e casacos ornamentados com cruzes pretas. O poderoso exército do Reino da Polônia se pôs contra a invasão dos Cavaleiros da Cruz. Como um cavaleiro, o jogador tem seu próprio exército e o comanda nas diversas missões dadas pelo seu mestre - o Rei da Polônia ou o Grande Mestre da Ordem Alemã. Cada lado do conflito tem seu próprio conjunto de armamento e unidades. Ao escolher o lado preferido e ao usar suas habilidades táticas e estratégicas, o jogador pode mudar a linha da história.